# Haus Klotzsche
Haus Klotzsche ist eines der Winzerhäuser der Lößnitz, es steht im Radebeuler Stadtteil Niederlößnitz in der Winzerstraße 46/46a. Es ist benannt nach der Besitzerfamilie Klotzsche, die das Anwesen 1847 übernahm. „Das Gebäudeensemble Winzerstraße 46 erinnert, am Fuße eines Weinfeldes liegend, umgeben von naturbelassenen Bauminseln und großen Rasenflächen, eingefriedet von Natursteinmauern, an ein landschaftstypisches Weingut.“

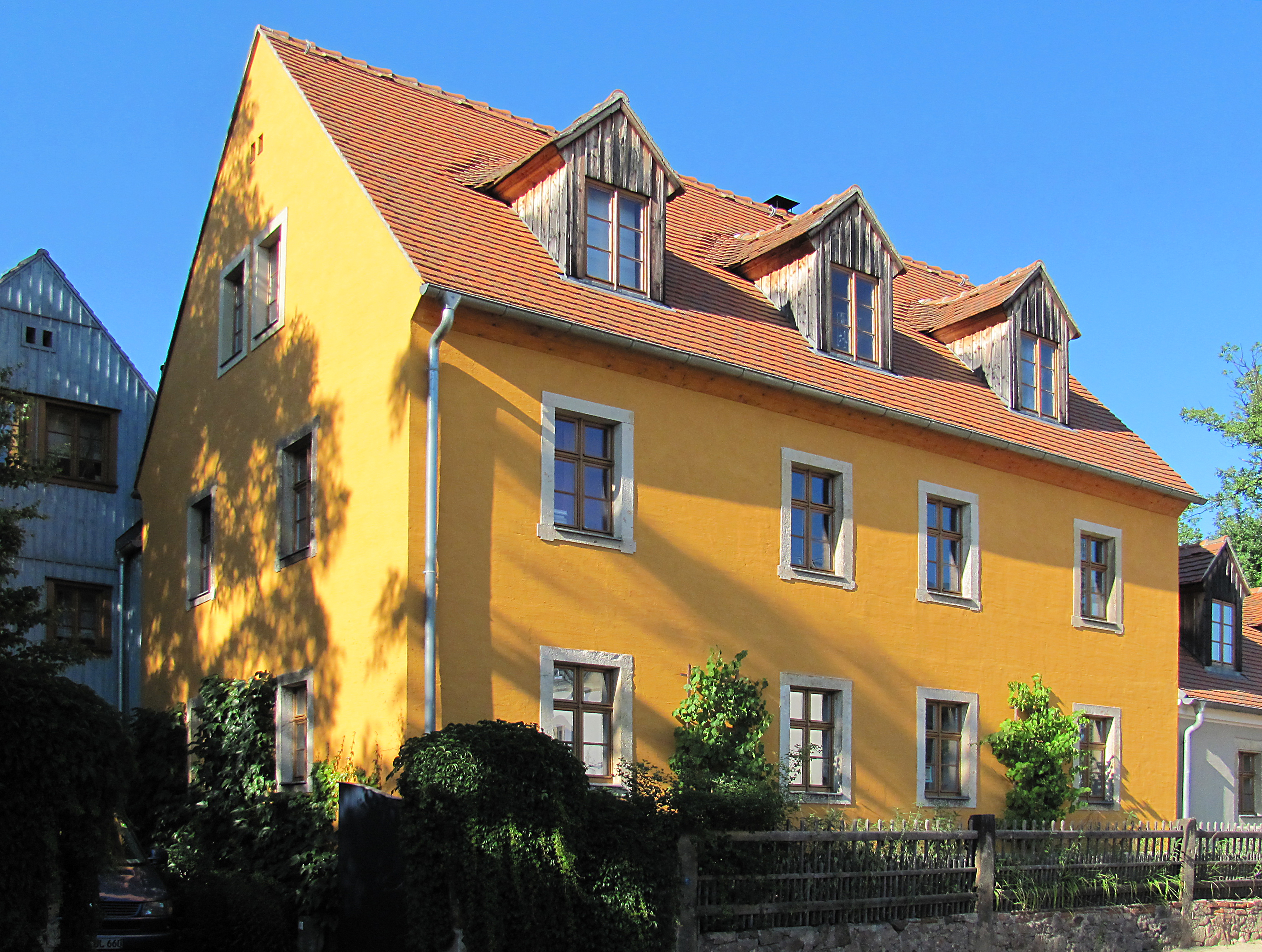
Haus Klotzsche, von Westen

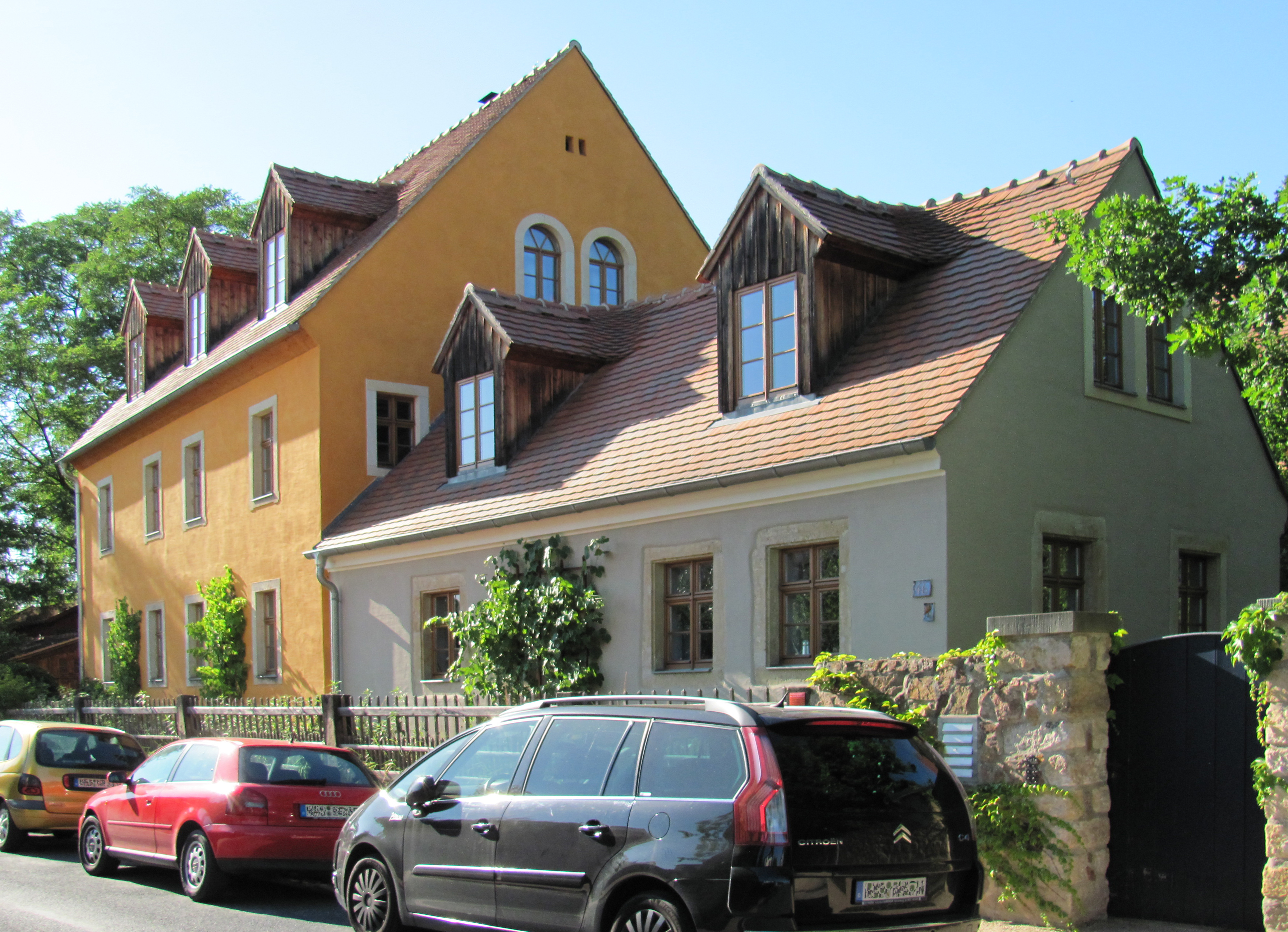
Haus Klotzsche, von Osten, davor das Nebengebäude

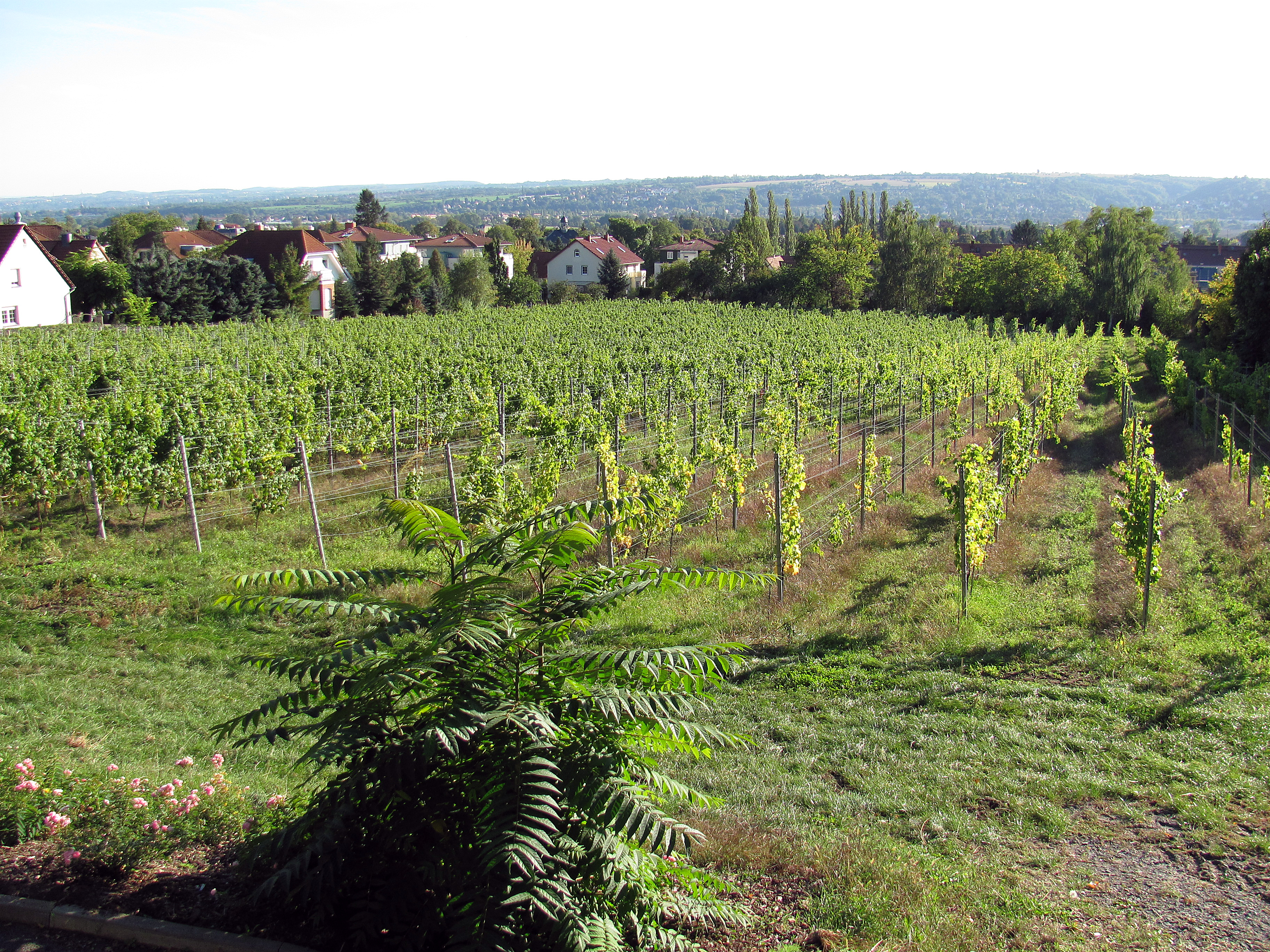
Denkmalgeschützter Weingarten oberhalb von Haus Klotzsche, von der Oberen Bergstraße aus

## Beschreibung
Das „ehemalige Winzergehöft mit Winzerhaus, Wohnhaus und Scheune“ stand 2012 zusammen mit der Einfriedung unter Denkmalschutz. Das zweigeschossige, heute komplett massiv ausgeführte Hauptgebäude steht traufständig zur Winzerstraße. Es hat eine Größe von vier zu zwei Fensterachsen, obenauf sitzt ein Satteldach, dessen neu aufgebauter, offener Dachstuhl eine „ganz besondere Raumwirkung“ erzielt. Direkt an der rechten Seite angebaut sitzt ein eingeschossiges Nebengebäude, unter dem sich ein über eine Außentreppe erreichbarer Keller befindet. Die Gebäude sind verputzt, die Fenster werden durch Sandsteingewände eingefasst. Die Dächer sind mit Ziegeln gedeckt und haben nach der Wende drei Giebelgauben auf dem Hauptgebäude und zwei auf dem Nebengebäude erhalten.
Die Scheune wurde abgetragen und durch einen Neubau ersetzt, der nicht mehr Bestandteil des heutigen Kulturdenkmals ist. Der Neubau und ein weiteres Gebäude auf der Nordseite sowie die beiden straßenseitigen Bauten umgeben einen Innenhof. Zwischen den Gebäuden wurde ein 24 Meter tiefer Brunnen wiederentdeckt und neu aufgesetzt.
Im Hausinneren wurden „Türen und Beschläge aus der Biedermeierzeit“ restauriert. Auch ein alter Küchenofen wurde wieder aufgearbeitet.

## Geschichte
Das vermutlich schon recht lange dem Weinbau dienende Anwesen wurde laut Radebeuler Häuserkartei 1832 an Joh. Gottl. Hofmann verkauft.
Die Familie Klotzsche übernahm 1847 das Weinbergsanwesen am Fuß eines großen Weinfelds direkt unterhalb des Minckwitzschen Weinbergs, das heute zum Denkmalschutzgebiet Historische Weinberglandschaft Radebeul gehört. Der Haus- und Weinbergsbesitzer Karl Christian Klotzsche beantragte 1864, das bestehende Haus abreißen und durch ein neugebautes Winzerhaus nebst Stallgebäude ersetzen zu dürfen. Deren Pläne stammten vom Amtsmaurermeister August Große. Noch im gleichen Jahr erfolgte die Genehmigung zur Ingebrauchnahme. Ein rückwärtiges Nebengebäude wurde 1868 errichtet, das östlich anschließende Seitengebäude entstand jedoch bereits um 1800.
Im Jahr 1870 ging das Grundstück an Frau Schließer.
Die heutige Bauherrschaft des „denkmalgerecht mit großer Sorgfalt und viel Liebe zum Detail saniert[en]“ Gebäudes erhielt für „die große Harmonie des neu entstandenen Ensembles[…], die eine Nutzung der Gebäude für gemeinsames Wohnen und Arbeiten mehrerer Generationen ermöglicht“, den Radebeuler Bauherrenpreis 2006.